# Šalabahter
Šalabahter je mali komad papira koji sadrži bilješke u svrhu varanja ispitivača kako bi ispitanici mogli naći odgovore na pitanja ili pomoć pri rješavanju zadataka. U većini slučajeva upotreba šalabahtera je zabranjena. U novije vrijeme rabe se i tehnička pomagala kao što su primjerice MP3 playeri s diktiranim tekstovima.
Može primjerice uključiti važne, ali i teško pamtljive formule ili dijagrame, koji su potrebni za rješavanje kompliciranih zadataka.

## Upotreba šalabahtera
Učenici i studenti ponekad koriste pisanje šalabahtera kao metodu učenja, a da ga kasnije ne upotrijebe. Koriste se i kao podsjetnik, kao što je primjerice popis pri odlasku u trgovine, recept ili pri prezentaciji.

## Vrste šalabahtera
Postoji niz različitih vrsta šalabahtera: u načelu svi imaju svrhu sakriti podatke i da s druge strane omoguće jednostavno čitanje.
Tisak informacija slovima vrlo male veličine pisačima vjerojatno najčešće korištena metoda.